# Qixiang Cuo
Qixiang Cuo (kinesiska: 其香错) är en sjö i Kina. Den ligger i den autonoma regionen Tibet, i den sydvästra delen av landet, omkring 330 kilometer norr om regionhuvudstaden Lhasa. Qixiang Cuo ligger 4 615 meter över havet. Arean är 151 kvadratkilometer. Den sträcker sig 13,6 kilometer i nord-sydlig riktning, och 18,4 kilometer i öst-västlig riktning.